# Bensonhurst Blues
Песня Bensonhurst Blues была написана Арти Капланом и Арти Корнфилдом и выпущена в 1973 году на альбоме Каплана «Confessions Of A Male Chauvinist Pig».

## Основные исполнители
В 1979 году песню записал Оскар Бентон, а в 1981 году Ален Делон использовал её в фильме «За шкуру полицейского». В результате песня стала хитом номер один во многих странах, включая Францию, Румынию, Болгарию, Японию, Марокко, Голландию и Израиль. Версия песни в исполнении Бентона также используется в фильме 1999 года Рождественский пирог (фр. La Bûche).
В 2004 году Адриано Челентано включил версию песни на итальянском языке под названием «Vengo dal jazz» в свой альбом C’è sempre un motivo.
На болгарском языке песня была исполнена Лили Ивановой.
Румынская певица Маргарета Пызлару записала версию этой песни на румынском языке под названием «Spuneam că nu-mi pasă (Bui bui bui)». Румынский певец Аурелиан Андрееску также записал версию этой песни на румынском языке под названием «Îndrăgostitul».
В новогоднюю ночь 2013 года в «Новогоднем огоньке» на Первом канале Григорий Лепс исполнил версию этой песни под названием «Буль-Буль-Буль (новогодний блюз)» на русском языке.
Французская версия имеет название «Kabaret» и исполняется Патрисией Каас (альбом «Kabaret» 2008 года).

## Смысл песни
По мнению журналистки Аси Крамер песня представляет вариацию еврейского романса. Авторы песни Арти Каплан и Арти Корнфилд родились в Бруклине, еврейском районе Нью-Йорка. Главный герой песни — еврейский неудачник, который встретился со своим более преуспевающим другом — выскочкой и снобом. Тот уже ощущает себя «настоящим американцем», который исправно выполняет свои гражданские обязательства перед обществом («без долгов, без обуз»). У него кабинет и секретарша, с которой он по всей видимости вступил в неформальные отношения («она твердит, что ты лучше всех»), но на столе фотографии детей и жены. Главный герой говорит, что все эти фотки только подчеркивают всю ложь, которой «друг детства» злоупотребляет.
Потом идет проигрыш, в котором узнаются мелодии тоскливых народных еврейских песен.
Во втором куплете главный герой упрекает друга в том, что он стесняется бабушкиного акцента и, по всей видимости, языка идиш, на котором говорило старое поколение иммигрантов. Друг явно поймал свой шанс, а у главного героя дела не сложились, и чем больше он общается со своим другом, тем больше нарастает его раздражение. Он просит своего друга не писать и не звонить, потому что он будет на «совещании». Эти строки явно отдают сарказмом, так как вряд ли герой занят деятельностью, связанной с бизнесом. И в конце, он поздравляет своего друга с рождеством, что является верхом язвительности по отношению к его другу, который отстранился от еврейских традиций. По остроте фраза «С Рождеством вас всех!» может иметь такой же смысл, как «Пошли вы все…».